# Patrick Volkerding
Patrick Volkerding (20 de octubre de 1966) es un informático estadounidense de ascendencia germana, también conocido por muchos como El Hombre ("The Man"),es reconocido por ser el fundador y principal desarrollador de la distribución Linux Slackware. Obtuvo su Bachiller universitario en ciencias en Computer Science en la Moorhead State University en el año 1993, mismo año en el cual se lanzó la primera versión de Slackware.

## Proyecto Slackware Linux
Junto a Chris Lumens, David Cantrell y otros voluntarios iniciaron el Proyecto Slackware Linux. Debido a la falta de un flujo de ingresos a raíz de la venta de su editor, Walnut Creek CDROM, a BSDi (que fue finalmente vendida a Wind River Systems), esas personas dejaron dicho proyecto. En los últimos años Patrick Volkerding manejó Slackware con la ayuda de varios voluntarios y testeadores. Volkerding saca nuevas versiones de Slackware generalmente una vez al año.

## Slack
Patrick es un miembro/afiliado de La iglesia de los subgenios (Church of SubGenius). El uso de la palabra "Slack" en Slackware es un homenaje a J. R. "Bob" Dobbs:
"..I'll admit that it was SubGenius inspired. In fact, back in the 2.0 through 3.0 days we used to print the "Bob" Dobbs head on each CD."
Que en español se traduce por "Voy a admitir que fue inspirado de SubGenius. De hecho, en los tiempos entre 2.0 y 3.0 solíamos imprimir la cabeza de "Bob" Dobbs en cada CD".

## Vida personal
En el año 2004 enfermó de una rara infección pulmonar la cual afectó seriamente su rendimiento físico, causando que el desarrollo de Slackware se detuviera en su mayoría. Afortunadamente se recuperó y volvió al proyecto.
Patrick Volkerding está actualmente casado con su esposa Andrea, y son padres desde el 22 de noviembre de 2005, de su primera hija llamada Cecilia. También se lo conoce por ser un gran bebedor de cerveza: En las primeras versiones de Slackware rogaba a sus usuarios que le mandaran una botella de cerveza de su ciudad local en aprecio a su trabajo.